# A Shriek in the Night
A Shriek in the Night è un film statunitense del 1933 diretto da Albert Ray.